# Мостовое (Доманёвский район)
Мостовое (укр. Мостове) — село в Вознесенском районе Николаевской области Украины. Население по переписи 2001 года составляло 2008 человек. Почтовый индекс — 56470. Телефонный код — 5152. Занимает площадь 3,494 км².

## Местный совет
56470, Николаевская обл., Доманёвский р-н, с. Мостовое, ул. Степная, 11

## Давняя история села Мостовое
В результате очередной русско-турецкой войны 1787—1791 гг. и по условиям Ясского мирного договора к Российской империи отошла обширная территория между Южным Бугом и Днестром. Для защиты и освоения её следовало заселить, поэтому так называемые «земельные дачи» предоставлялись разночинному люду бесплатно на определенных условиях.
В 1792 году земельную дачу в долине речки Чичеклея, на древнем торговом пути к Чёрному морю, в месте, известном среди чумачества как Ляхова Могила, получил надворный советник Федор Григорьевич Паскевич (1757—1832), дворянин и помещик Екатеринославской и Могилевской губерний. На момент получения земельного надела он служил советником в Екатеринославской Палате Уголовного Суда. В 1797 г. получил очередной классный чин коллежского советника. В последнее время служил в Малороссийской коллегии при администрации генерал-фельдмаршала графа П.Румянцева-Задунайского. Он — отец Ивана Федоровича Паскевича, известного как генерал-фельдмаршал князь Иван Федорович Варшавский, граф Паскевич-Эриванский, императорский наместник на Кавказе и в Царстве Польском.
В соответствии с существующими условиями Ф. Г. Паскевич переселил сюда часть своих крепостных людей, в результате чего образовалось поселение, получившее официальное название — село Привольное, относившееся к Ольвиопольскому уезду Екатеринославской губернии (наместничества). Таким образом, село, переименованное позже в Мостовое, было основано в 1792 году.
В период между 1793 и 1797 годами земельный надел уже в виде владельческого имения «Привольное» был продан Варваре Милашевич, сведений о которой нет. По итогам 5-й ревизии (1794 г.) в селе насчитывалось 65 дворов, за помещиком было записано 320 душ, в том числе мужского пола — 178, женского — 142.
В околицах Привольного возникают новые земельные дачи и поселения: Змончиловка, хутор Терземанов, хутор Дворянка, хутор Томенка и др. Все они попадают в орбиту притяжения с. Привольное.
В первом десятилетии XIX века владельцем имения становится надворный советник Иван Матвеевич Боровский. Предположительно, в 1808 году село Привольное было переименовано в село Мостовое, однако почти до конца XX века оно имело и другое, неофициальное, название — Ляхово (от топонима «Ляхова Могила»), использовавшееся в некоторых документах и на картах того времени, а в просторечии — почти до самого конца XX века.
В 1806 году православными жителями села был открыт молитвенный дом во имя Св. Апостола Иоанна Богослова. В декабре 1808 года владелец имения Иван Матвеевич Боровский обращается в епархиальные инстанции с просьбой о разрешении строительства православного храма. В сентябре 1809 года было получено дозволение Святейшего Синода на строительство, а в октябре-декабре 1812 года новая церковь была возведена и освящена во имя Святого Николая Чудотворца.
Предположительно в этом же 1812 году в с. Мостовое юридически появляется новый владелец — вышедший в отставку с военной службы российский дворянин венгерского происхождения поручик Яков Павлович Эрдели, родовое гнездо которого находилось в Елисаветградском уезде.
В соответствии с завещанием Я. П. Эрдели, с. Мостовое переходит в наследственное владение его сына отставного подполковника артиллерии Владимира Яковлевича, вступившего в наследование после смерти отца в 1821 году. С этого момента Мостовое приобретает статус родового имения Эрдели.
Практически вся общественно-торговая инфраструктура Мостового была создана во время деятельности этого помещика (ею пользуются и сегодня). В селе имелась хорошо организованная магазинная и базарная торговля, процветали ремесла и промыслы, действовала православная церковь и еврейская синагога, было начато строительство гостиного двора. Развитие села достигло такого уровня, который позволил В. Я. Эрдели обратиться в октябре 1826 года в Херсонское губернское правление с ходатайством о предоставлении селу Мостовое статуса местечка. Ходатайство было удовлетворено, и такой статус был предоставлен в 1827 году, однако в силу бюрократических проволочек и чиновничьей безответственности процедура затянулась на 23 года и была юридически завершена лишь в 1850 году. Однако, все 23 года новый статус использовался во всех официальных правоотношениях и документах, указывался на картах того времени.
В этот промежуток времени изменилось территориально-административное подчинение Мостового. В связи с ликвидацией Ольвиопольского уезда в 1828 году часть его территории вместе с местечком Мостовое отошли к Тираспольскому уезду. В 1834 году из части Тираспольского уезда был учрежден новый уезд — Ананьевский, куда в новом статусе волостного местечка вошло Мостовое. Этот статус сохранялся вплоть до территориально-административных реформ советских времен.
Одновременно с началом земских реформ в 60-х годах XIX века в Ананьевском уезде начались прогрессивные подвижки в области сельской медицины и народного образования. В 1866 году в Мостовом был учрежден медицинский пункт, а в следующем (1867) году — Мостовской земский межволостной медицинский участок № 4 с больницей на 8 коек, где работали участковый врач и два фельдшера. С 1876 года участком руководил прекрасный врач Сергей Афанасьевич Игнатовский, 1823 г. рождения, выпускник, вероятно, медицинского факультета Киевского императорского университета св. Владимира. Он проживал в м. Мостовое и оставил по себе громкую и добрую славу. Ко врачу Игнатовскому ехали больные не только со штатных, но и с других волостей и, даже, губерний. Врач такой же славы появится лишь в послевоенном Мостовом XX века — это Сергей Васильевич Колпенский, универсальный специалист и неординарная личность.
В 1868 году в Мостовом открылась земская школа или, как она называлась официально, земское начальное народное училище. Школе попечительствовала сначала Серафима Петровна — вдова В. Я. Эрдели, а потом её сын Николай Владимирович — официальный попечитель от земства и добровольный финансовый спонсор. С 1894 года в местечке начала действовать и церковно-приходская школа, заведовал которой и учил Закону Божьему местный священник Ф.Зельницкий, а грамоте обучала учительница И.Бортовская; в 1895/1896 учебном году здесь обучались 14 мальчиков и 10 девочек.
Практически все, чем может гордиться современное село Мостовое создано представителями мостовской ветви рода Эрдели: от её основателя Якова Павловича до его правнуков — Бориса Николаевича и Серафимы Николаевны.
Сын Владимира Яковлевича, Николай Владимирович Эрдели, потомственный дворянин и коренной мостовчанин, первую родовую усадьбу с землей и служебно-хозяйственными постройками подарил в 1882 году для нужд Мостовской земской больницы, которой жители сел Мостовского сельсовета пользуются и сегодня. С середины 20 века в замке-усадьбе располагается Мостовская общеобразовательная школа.
Принято считать, что в этом же 1882 году Николай Владимирович заложил большой усадебный парк, вот уже 130 лет являющийся украшением села, а в последнее время — и объектом зелёного туризма. Постановлением Совета Министров УССР от 29 января 1960 г. № 105 ему был предоставлен статус «Парк-памятка садово-паркового искусства». Парк является также объектом государственного заповедного фонда Украины.
Приказом Министерства образования и науки, молодежи и спорта Украины № 1243 от 31.10.2011 г. он рекомендован в качестве объекта для проведения ученических естественно-научных экскурсий в Николаевской области.
В 1880—1881 гг. было завершено строительство новой усадьбы с большим трехуровневым дворцом. После октябрьского переворота 1917 года он использовался для разных нужд местной власти, а с 1952 года является главным корпусом Мостовской общеобразовательной средней школы.
В 1880 году в Мостовом появился первый почтовый ящик для отправки корреспонденции, а в 1882 году, по инициативе Н. В. Эрдели, было открыто почтовое отделение — первое среди волостных центров Ананьевского уезда. В 1909 году на его базе было открыто телеграфное отделение. Инициатором его учреждения и финансовым донором стал сын Н. В. Эрдели — Борис Николаевич.
В 1916 году в местечке Мостовое насчитывалось 320 дворов и 1617 человек населения.
В 1920 году из части Херсонской была учреждена Одесская губерния, в связи с чем Мостовская волость была подчинена Вознесенскому уезду Одесской губернии.
В 1923 году в Одесской губернии был создан Первомайский округ. В его состав входил Кантакузовский район с местечком Мостовое.
В 1935 году в Одесской области было создано 20 новых районов, в том числе Мостовской с центром в с. Мостовое. В 1954 году Мостовской район был передан в состав Николаевской области. Статус райцентра способствовал некоторому развитию села, но в результате очередной территориально-административной реорганизации 1959 года Мостовской район был ликвидирован, а само Мостовое ненадолго вошло в Веселиновский район.
На основании Указа Президиума ВС УССР от 30 декабря 1962 г., в январе 1963 г. проведено укрупнение сельских районов Николаевской области, в результате чего село было переподчинено Доманевскому району, в составе которого находится и сегодня.